# Experimentos biológicos da sonda Viking
As missões Viking, lançadas pela NASA em 1975 como parte de um programa espacial de mesmo nome, foram as primeiras a enviar sondas para pousar em Marte: a Viking 1 e a Viking 2 com o objetivo de buscar por evidências de vida no planeta. As sondas realizaram uma série de experimentos para detecção de vida. 
Cada uma das sondas realizou três experimentos biológicos: Experimento de Troca de Gases, Experimento de Label Release (LR) e Experimento de assimilação de carbono (pirólise). 
Os três experimentos biológicos revelaram atividades químicas inesperadas e enigmáticas na superfície marciana, porém não forneceram evidências claras da presença de microorganismos vivos nas amostras de material superfical maciano nos sítios de coleta. De acordo com os biólogos da missão, Marte possui uma superfície auto-esterilizante. Eles apontam que a combinação da radiação ultravioleta do Sol que satura a superfície, a secura extrema e a natureza oxidante da química do rególito marciano impedem a formação de organismos vivos na superfície de Marte. A questão da vida em Marte em algum momento no passado distante permanece em aberto. 

## O Experimento de Troca deGases
O Experimento de Troca de Gases media periodicamente a composição e quantidade de gases liberadas por amostras de material superficial marciano encubadas em uma câmara com nutientes tanto orgânicos quanto inorgânicos.   A hipótese testada por este experimento era de que os nutientes oferecidos (O2, CO2, N2, H2 e CH4) seriam metabolizados por organismos vivos na amostra, caso estes existissem e algum dos gases seria liberado no processo. 
O resultado obtido foi a detecção da liberação de O2 pela amostra. Em outra etapa deste experimento, uma amostra foi aquecida a 145°C (temperatura esterilizante) e também houve liberação de oxigênio por esta. Com os mesmos resultados tanto na amostra "esterilizada" quanto a "não-esterilizada", o experimento foi considerado inconclusivo.  

## O Experimento deLabel Release(LR)
Neste experimento, uma solução aquosa de ácidos orgânicos, marcada com 14C (um isótopo radioativo do Carbono) foi adicionada a amostras do material da superfície marciana em um sistema fechado  . O objetivo deste experimento era detectar e medir a atividade metabólica de microrganismos potenciais no rególito marciano ao monitorar as taxas de liberação de CO2 pela amostra e detectar a presença de 14CO2, que seria o resultado da metabolização do cabono radioativo contido nos nutrientes.  
Foi observada uma evolução imediata de gás radioativo, indicando liberação de radioatividade; sendo que taxa de evolução do gás permaneceu constante até aproximadamente 10% da radioatividade adicionada ter sido liberada. Nas adições seguintes desta mesma solução, porém com aumento de temperatura a 160°C (com objetivo de esterilizar a amostra), o mesmo não foi observado.  Estes resultados juntos contribuíram para a possível interpretação da presença de organismos metabolizantes no material da superfície marciana ou pelo menos de que a matéria orgânica está sujeita à decomposição na presença de material da superfície marciana.   No entanto, apesar dos resultados deste experimento, a conclusão de que eles foram produzidos por organismos vivos não é certa.

## O Experimento de Assimilação de Carbono (pirólise)
Neste experimento, amostas de material da superfície marciana foram introduzidos numa câmara com luz, água e uma atmosfera composta por CO e CO2 (cujos Cabonos, assim como no experimento anteriormente descrito, eram o isótopo radioativo 14C). O objetivo era o de testar a hipótese de que, assim como na Terra, os possíveis organismos marcianos poderiam fixar o carbono presente na atmosfera e convertê-lo em biomassa. As amostras foram incubadas por 120h, em seguida, os gases foram removidos e a amostra submetida a altas temperaturas a fim de se detectar o 14C (procedimento de pirólise). Baixas quantidades do carbono marcado foram detectados nas amostras (quantidade muito inferiores ao que se obteria na Terra), logo os resultados do experimentos foram inconclusivos.